# Cidadãos em Branco
Ciudadanos en Blanco, em português Cidadãos em Branco, é um movimento sócio-político espanhol que prega que os votos em branco, caso alcancem o quociente eleitoral, deixe cadeiras vazias no parlamento. Para tal, o movimento está formando um partido político com o mesmo nome, visando como único objetivo conseguir que o voto em branco seja computado.